# Flaga Bretanii
Flaga Bretanii (bret. Gwenn ha Du lub Gwenn-ha-Du, co oznacza „biały i czarny”; gallo: Blanc e Neirr) – flaga Bretanii, regionu historycznego we Francji, którą zaprojektował w 1923 roku, wykorzystując historyczne motywy regionu, Morvan Marchal, architekt i działacz bretoński.

## Symbolika
Jedenaście heraldycznych gronostajów symbolizuje Bretanię książęcą. Dziewięć równych pasów poziomych reprezentuje dziewięć regionów historycznych Bretanii, przy czym cztery białe symbolizują regiony Dolnej Bretanii: Cornouaille, Pays de Léon, Trégor i Vannetais, natomiast pięć czarnych odpowiada regionom Górnej Bretanii: Pays Nantais, Pays Rennais, Pays de Saint-Brieuc, Pays de Saint-Malo, Pays de Dol. Często utożsamia się regiony historyczne Bretanii z biskupstwami, ich granice nie pokrywają się jednak całkowicie z granicami regionów. 

## Inspiracje
W zamierzeniu jej twórcy, Morvana Marchala, flaga Bretanii miała być syntezą elementów heraldycznych od wieków używanych w Bretanii oraz symbolizować różnorodność regionów Bretanii. Prawdopodobnie Marchal inspirował się:
- bretońskimi kolorami i motywami historycznymi - biały i czarny, symbole gronostajów,
- flagą USA i flagą Grecji, które ówcześnie uważane były za nowoczesne symbole krajów demokratycznych,
- herbem miasta Rennes,
- herbem irlandzkiej rodziny Marshal.[1]

## Historia użyciaGwenn ha Du
W 1925 flaga została przedstawiona na wystawie sztuk dekoracyjnych w Paryżu. W 1927 bretońskie ruchy polityczne (w tym autonomiści) ogłosili Gwenn ha Du flagą narodową Bretanii. Następnie upowszechniła się jako flaga wykorzystywana przez liczne stowarzyszenia celtyckie. W 1937 flaga została użyta na wystawie "Sztuka i technika w życiu współczesnym" w Paryżu. Przez wiele lat władze francuskie nie tolerowały podkreślania identyfikacji z Bretanią, dopiero w połowie lat 60. zezwolono na użycie Gwenn ha Du bez przeszkód. Jednocześnie zachodziła coraz większa identyfikacja Bretończyków z Gwenn ha Du, czego wyrazem było m.in. zawieszenie go na szczycie wieży katedry Notre-Dame w Paryżu 3 października 1972. Obecnie flaga Bretanii jest w powszechnym użyciu w Bretanii. Patrick Maréschal, przewodniczący Rady Generalnej departamentu Loara Atlantycka umieścił ją przez siedzibą Rady w Nantes, aby podkreślić przynależność tego departamentu do Bretanii, mimo że formalnie nie należy on do regionu administracyjnego Bretania.